# Gerald Alders
Gerald Alders (Amsterdam, 7 mei 2005) is een Nederlands-Namibisch voetballer die doorgaans speelt als rechtsback. In februari 2025 verruilde hij Ajax op huurbasis voor FC Twente.

## Clubcarrière
Alders speelde in de jeugd van Sporting Martinus en stapte in 2014 over naar de opleiding van Ajax. Hier tekende hij in juli 2023 zijn eerste professionele contract, tot medio 2026. Zijn professionele debuut maakte Alders op 25 augustus 2023 namens Jong Ajax in de Eerste divisie. Door doelpunten van Gabriel Misehouy en Rida Chahid en tegentreffers van Silvester van der Water, Michael Breij, Remco Balk en Milan Smit ging de wedstrijd tegen SC Cambuur met 4–2 verloren. Alders moest van coach Dave Vos op de reservebank beginnen en hij viel na een uur spelen in voor Oualid Agougil. De vleugelverdediger sloot het seizoen 2023/24 af met zestien wedstrijden voor Jong Ajax.
Door de op handen zijnde uitgaande transfer van Devyne Rensch naar AS Roma mocht Alders zich van hoofdtrainer Francesco Farioli melden bij het eerste elftal van Ajax. Hij werd door Farioli opgenomen in de selectie voor het UEFA Europa League-uitduel met FK RFS. Hij zat drie wedstrijden op rij op de bank bij het eerste elftal, maar dit leidde niet tot een debuut.
Tijdens de laatste dagen van de winterse transferperiode werd hij voor een half jaar verhuurd aan FC Twente. Nadat hij verhuurd was, werd zijn contract opengebroken en met twee seizoenen verlengd tot medio 2028, met een optie op een jaar extra. Nog voor hij zijn debuut kon maken voor zijn nieuwe club, raakte Alders geblesseerd aan de meniscus van zijn linkerknie, waardoor hij een paar maanden uitgeschakeld was. Na zijn herstel kon Alders op 4 mei 2025 zijn debuut maken voor Twente, toen door treffers van Michal Sadílek en Sem Steijn met 0–2 werd gewonnen van Sparta Rotterdam. Hij viel elf minuten voor het einde van de reguliere speeltijd in voor Bas Kuipers.

## Clubstatistieken
| Seizoen | Club        | Competitie     | Competitie | Competitie | Beker | Beker | Internationaal | Internationaal | Nacompetitie | Nacompetitie | Totaal | Totaal |
| Seizoen | Club        | Competitie     | Wed.       | Dlp.       | Wed.  | Dlp.  | Wed.           | Dlp.           | Wed.         | Dlp.         | Wed.   | Dlp.   |
| ------- | ----------- | -------------- | ---------- | ---------- | ----- | ----- | -------------- | -------------- | ------------ | ------------ | ------ | ------ |
| 2023/24 | Jong Ajax   | Eerste divisie | 16         | 0          | —     | —     | —              | —              | —            | —            | 16     | 0      |
| 2024/25 | Jong Ajax   | Eerste divisie | 23         | 0          | —     | —     | —              | —              | —            | —            | 23     | 0      |
| 2024/25 | → FC Twente | Eredivisie     | 1          | 0          | 0     | 0     | 0              | 0              | 2            | 0            | 3      | 0      |
| Totaal  | Totaal      | Totaal         | 40         | 0          | 0     | 0     | 0              | 0              | 2            | 0            | 42     | 0      |

Bijgewerkt op 26 mei 2025.